# Гер, Эргали Эргалиевич
Эргали́ Эргали́евич Гер (род. 21 декабря 1954, Москва) — русский писатель, прозаик, переводчик, эссеист.

## Биография
Родился в Москве, жил в Вильнюсе, где учился в средней школе № 6. Окончил Литературный институт им. А. М. Горького (1982). Работал наборщиком в типографии (1972—1975), дворником (1977—1979). В 1982—1988 годах работал в редакции журнала Союза писателей Литвы «Литва литературная» (в 1989 году журнал сменил название на «Вильнюс»). В 1988 году Гер стал одним из организаторов и руководителей Русского культурного центра в Вильнюсе. С 1991 года постоянно живёт в Москве. Номинант премий Андрея Белого, Антибукер, премии И. П. Белкина (повесть «Кома», 2010), «Ясная Поляна» (2011 год), лауреат премии журнала «Знамя» (1994, 2009) и премии «Серебряный лучник» (2015). Член Союза российских писателей (1996).

## Творчество
Дебютировал как переводчик в журнале «Литва литературная». Широкую известность приобрёл после публикации в журнале «Родник» (Рига) эротического рассказа «Электрическая Лиза» (1989, № 9). Рассказы, повести, очерки печатались в журналах «Вильнюс» («Наталья (Зима 1985 года)», 1993, № 8), «Знамя», «Дружба народов». Рассказы и повести переведены на многие европейские языки.

## Книги
- Сказки по телефону. Повесть, рассказы. Санкт-Петербург: «Лимбус Пресс», 1999. ISBN 5-8370-0141-7. 224 с.
- Сказки по телефону. Повесть, рассказы. Санкт-Петербург: «Лимбус Пресс», 2000. ISBN 5-8370-0201-4. 432 с. Тираж 3000 экз.
- Кома. Повесть, рассказы, очерки. Москва, АСТРЕЛЬ, 2011.
- От создателей культа. Роман-документ. Москва, НАВОНА, 2014. ISBN 978-5-91798-024-9.